# Roadblock (Tháng 3 năm 2016)
Roadblock (có tên ban đầu là March to WrestleMania: Live from Toronto) là sự kiện phát trực tiếp đấu vật chuyên nghiệp Roadblock đầu tiên do WWE sản xuất. Sự kiện được phát sóng độc quyền trên WWE Network và diễn ra vào ngày 12 tháng 3 năm 2016, tại Coliseum Ricoh ở Ontario, Toronto. Tiêu đề của sự kiện ám chỉ đến "Road to WrestleMania". Đây cũng là lần đầu tiên WWE tổ chức sự kiện tại Canada kể từ năm 2009.
Chín trận đấu (trong đó có hai trận dark match) đã được diễn ra tại sự kiện. Trận đấu tâm điểm chứng kiến Triple H đánh bại Dean Ambrose để giữ đai WWE World Heavyweight Championship. Các trận đấu nổi bật khác bao gồm The New Day (Big E và Kofi Kingston) giữ đai WWE Tag Team Championship trước The League of Nations (Sheamus và King Barrett) trong trận mở màn, The Revival (Dash Wilder và Scott Dawson) giữ đai NXT Tag Team Championship trước Enzo Amore và Colin Cassady, Brock Lesnar đánh bại Bray Wyatt và Luke Harper trong trận đấu chấp 2 on 1 handicap match, và Charlotte giữ đai WWE Divas Championship trước Natalya trong trận đấu cuối cùng trên truyền hình của Divas Championship.

## Kết quả
| No.                                                                                                 | Kết quảs | Stipulations                                                | Times[14] |
| --------------------------------------------------------------------------------------------------- | --- | ----------------------------------------------------------- | --------- |
| 1D                                                                                                  | Mark Henry defeated Randy Sharp                                                                                         | Singles match                                               | 3:35      |
| 2D                                                                                                  | Goldust defeated Viktor (with Konnor)                                                                                   | Singles match                                               | 6:44      |
| 3                                                                                                   | The New Day (Big E and Kofi Kingston) (c) (with Xavier Woods) defeated The League of Nations (Sheamus and King Barrett) | Tag team match for the WWE Tag Team Championship[10]        | 9:49      |
| 4                                                                                                   | Chris Jericho defeated Jack Swagger by submission                                                                       | Singles match[17]                                           | 7:54      |
| 5                                                                                                   | The Revival (Scott Dawson and Dash Wilder) (c) defeated Enzo Amore and Colin Cassady (with Carmella)                    | Tag team match for the NXT Tag Team Championship[7]         | 10:17     |
| 6                                                                                                   | Charlotte (c) (with Ric Flair) defeated Natalya                                                                         | Singles match for the WWE Divas Championship[18]            | 13:37     |
| 7                                                                                                   | Brock Lesnar (with Paul Heyman) defeated The Wyatt Family (Bray Wyatt and Luke Harper)                                  | Handicap match[19]                                          | 4:03      |
| 8                                                                                                   | Sami Zayn defeated Stardust                                                                                             | Singles match[20]                                           | 12:33     |
| 9                                                                                                   | Triple H (c) defeated Dean Ambrose                                                                                      | Singles match for the WWE World Heavyweight Championship[6] | 24:43     |
| - (c) – refers to the champion(s) heading into the match - D – indicates the match was a dark match | |                                                             |           |